# Santa Rosa de Roca
Santa Rosa de Roca (auch: Santa Rosa de la Roca) ist eine Ortschaft im Departamento Santa Cruz im Tiefland des südamerikanischen Anden-Staates Bolivien.

## Lage im Nahraum
Santa Rosa de Roca ist der zentrale Ort des Kanton Santa Rosa de Roca im Municipio San Ignacio in der Provinz Velasco. Die Ortschaft liegt auf einer Höhe von 361 m im Quellgebiet des Río Utubo, der über den Río Negro mit dem Río Mamoré verbunden ist. Nächstgelegene Ortschaft ist Carmen de Ruíz 41 Kilometer östlich von Santa Rosa, die nächstgelegenen größeren Städte sind Concepción 82 Kilometer südwestlich und San Ignacio de Velasco 82 Kilometer südöstlich von Santa Rosa.

## Geographie
Santa Rosa de Roca liegt im bolivianischen Tiefland in der Region Chiquitanía, einer in weiten Teilen noch fast unberührten Landschaft zwischen Santa Cruz und der brasilianischen Grenze.
Das Klima der Region ist ein semi-humides Klima der warmen Tropen. Die monatlichen Durchschnittstemperaturen schwanken im Jahresverlauf nur geringfügig zwischen 21 °C im Juni/Juli und 26,5 °C im Oktober (siehe Klimadiagramm Concepción), wobei sie zwischen September und März fast konstant zwischen 25 und 26 °C liegen. Das Temperatur-Jahresmittel beträgt 24,3 °C.
Die jährliche Niederschlagsmenge liegt im langjährigen Mittel bei 1150 bis 1200 mm. Drei Viertel des Niederschlags fallen in der Feuchtezeit von September bis März, während in den ariden Monaten Juni bis August in der Trockenzeit weniger als 40 mm pro Monat fallen.

## Verkehrsnetz
Santa Rosa de Roca liegt in einer Entfernung von 424 Straßenkilometern nordöstlich von Santa Cruz, der Hauptstadt des Departamentos.
Von Santa Cruz aus führt die Nationalstraße Ruta 4 über 57 Kilometer in nördlicher Richtung über Warnes nach Montero. Wenige Kilometer nördlich von Montero trifft sie auf die Ruta 10, die über eine Strecke von 648 Kilometern nach Osten führt und die Ortschaften San Ramón, San Javier und Santa Rosa de la Roca als Asphaltstraße durchquert. Auf den restlichen 370 Kilometern über San Ignacio de Velasco, San Vicente de la Frontera und San Bartolo de la Frontera bis zur Grenzstadt San Matías ist die Straße unbefestigt.

## Bevölkerung
Die Einwohnerzahl der Ortschaft ist in den vergangenen beiden Jahrzehnten auf fast das Dreifache angestiegen:
| Jahr | Einwohner | Quelle       |
| ---- | --------- | ------------ |
| 1992 | 754       | Volkszählung |
| 2001 | 1098      | Volkszählung |
| 2012 | 1992      | Volkszählung |
| 2024 |           | Volkszählung |